# Arquitectura de Islandia
La arquitectura de Islandia de basa en influencias escandinavas y tradicionalmente fue influenciada por la falta de árboles nativos en la isla. Como resultado, se desarrollaron casas cubiertas de césped y césped. Más tarde, el estilo de chalet suizo se convirtió en una influencia predominante. La piedra y más tarde el hormigón fueron materiales de construcción populares, este último especialmente con la llegada del funcionalismo al país. La arquitectura contemporánea en Islandia está influenciada por muchas fuentes, con estilos que varían mucho en todo el país.
La arquitectura de Islandia es principalmente de poca altura, con muchas torres bajas y edificios de dos o tres pisos con predominio de techos inclinados. Las casas y los edificios municipales más pequeños tenían tradicionalmente marcos de madera y estaban revestidos con tablas de madera o metal corrugado. A menudo se pintaron en colores brillantes tradicionales. Se pueden ver muchas influencias arquitectónicas, especialmente en la capital, como el estilo de chalet suizo que alguna vez fue popular.

## Casas de césped

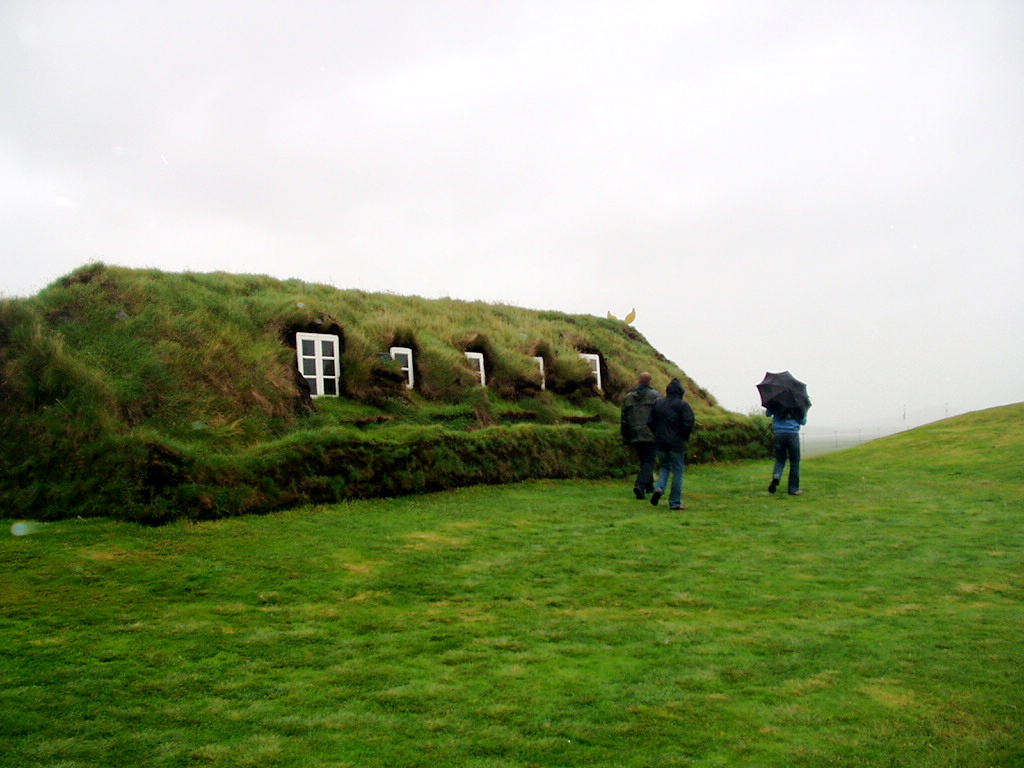
Glaumbær en el Museo Folclórico de Skagafjordur

Las casas de césped originales construidas por los colonos originales de Islandia (de la costa oeste de Noruega) se basaron en casas comunales vikingas (langhús). Las paredes exteriores de césped se forraron internamente con un marco de madera, que luego se panelaron, con el techo descansando sobre dos filas de pilares que dividían el espacio interno. La sala principal de la casa se conocía como skáli, y constaba de un hogar central abierto y dos plataformas elevadas, conocidas como set. Se han encontrado diseños similares de casas comunales en Escandinavia, las Islas Feroe y las islas escocesas, así como en Groenlandia.
Las casas posteriores incluían un espacio adicional para vivir, la stofa, y estarían acompañadas de dependencias más pequeñas. Este diseño también incorporó una despensa y un lavabo. A lo largo de los años, el diseño se volvió más compartimentado, y finalmente incluyó una baðstofa (una sala de sauna con calefacción). En respuesta al clima más frío de Islandia, el área para dormir finalmente se trasladó a la baðstofa.  El diseño evolucionó a medida que la entrada se movía entre la sala de estar y la habitación principal; todas las habitaciones de la casa estaban unidas por un pasillo central, este diseño se conocía como gangabær. Esto fue posiblemente en respuesta al deterioro del clima, y a medida que disminuyeron los suministros de madera, la gente volvió a vivir en el diseño de baðstofa de una habitación.
Alrededor de 1791, bajo el interés danés, Guðlaugur Sveinsson propuso un diseño con fachada a dos aguas (burstabær), que se generalizó en el sur de Islandia, donde el clima es más cálido. Un ejemplo de este diseño es la granja de césped Glaumbær en el Museo Folclórico de Skagafjordur, que se inauguró en 1952 en la Granja Glaumbær.
En el siglo XX, el diseño todavía estaba evolucionando, al ver adiciones como los framhús, una especie de porche de madera en la entrada principal de los edificios. Hoy en día, ya no se construyen casas de césped en Islandia (la construcción se detuvo a mediados del siglo XX), y los pocos ejemplos que quedan están generalmente abiertos al público como museos al aire libre. Existe alguna evidencia que sugiere una influencia celta en la arquitectura islandesa temprana en forma de casas circulares de piedra y corrales de ovejas, sin embargo, ha confirmado.

## Edificios religiosos

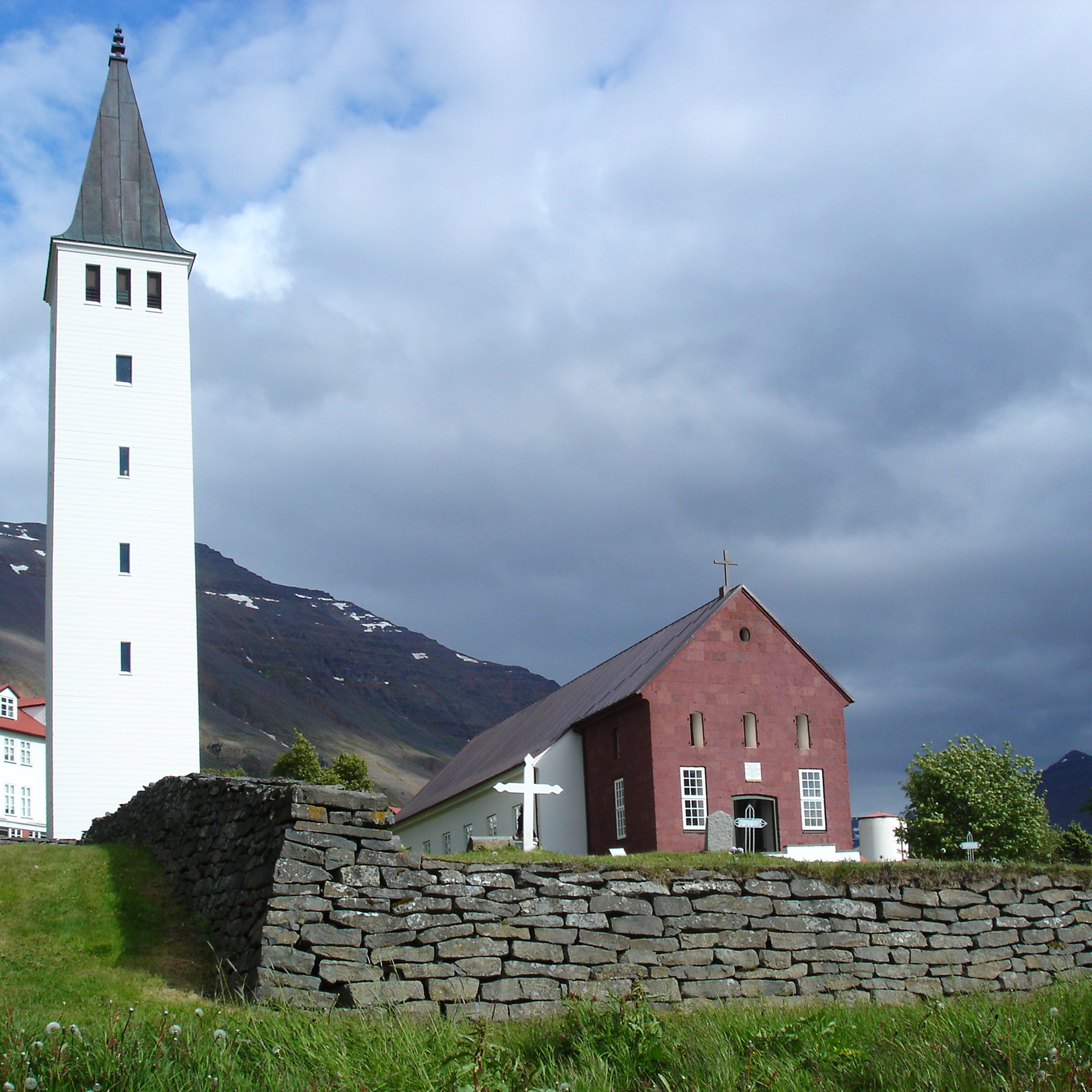
Hólakirkja, en Hólar, es la iglesia de piedra más grande construida en el país.

Con la llegada del cristianismo a Islandia en el año 1000, comenzó la construcción de numerosas iglesias impresionantes. La mayoría probablemente se construyó con césped, pero también hubo numerosas iglesias con entramado de madera, sin embargo, no quedan muchos restos de estos edificios en la actualidad. Las primeras iglesias de piedra aparecieron alrededor del siglo XVIII, bastante tarde considerando la importante falta de madera en la isla (incluso el acceso a madera flotante no estaba muy extendido).

## Edificios de piedra
Muchos edificios de piedra de alta calidad se erigieron en el siglo XVIII, siendo el primero una mansión en Viðey, hecha completamente de piedra islandesa. Estos fueron algunos de los primeros edificios en Islandia construidos por arquitectos, que eran de Dinamarca, ya que estos edificios fueron construidos para las autoridades danesas. Los artesanos involucrados en la construcción de estos edificios también eran extranjeros. Los edificios de piedra islandeses de este período eran intrínsecamente similares a los de Dinamarca, salvo el uso de madera para revestir los techos en lugar de pizarra. Este tipo de edificio se consideraba muy caro y se ve en muchos edificios oficiales como Bessastaðir (la residencia presidencial) y el Alþingishúsið en Reikiavik.
Muchos islandeses aprendieron el oficio de la albañilería durante el período de auge de la construcción de piedra, lo que llevó a la construcción de muchas casas de piedra que imitaban el diseño de las casas de césped islandesas.

## Urbanización

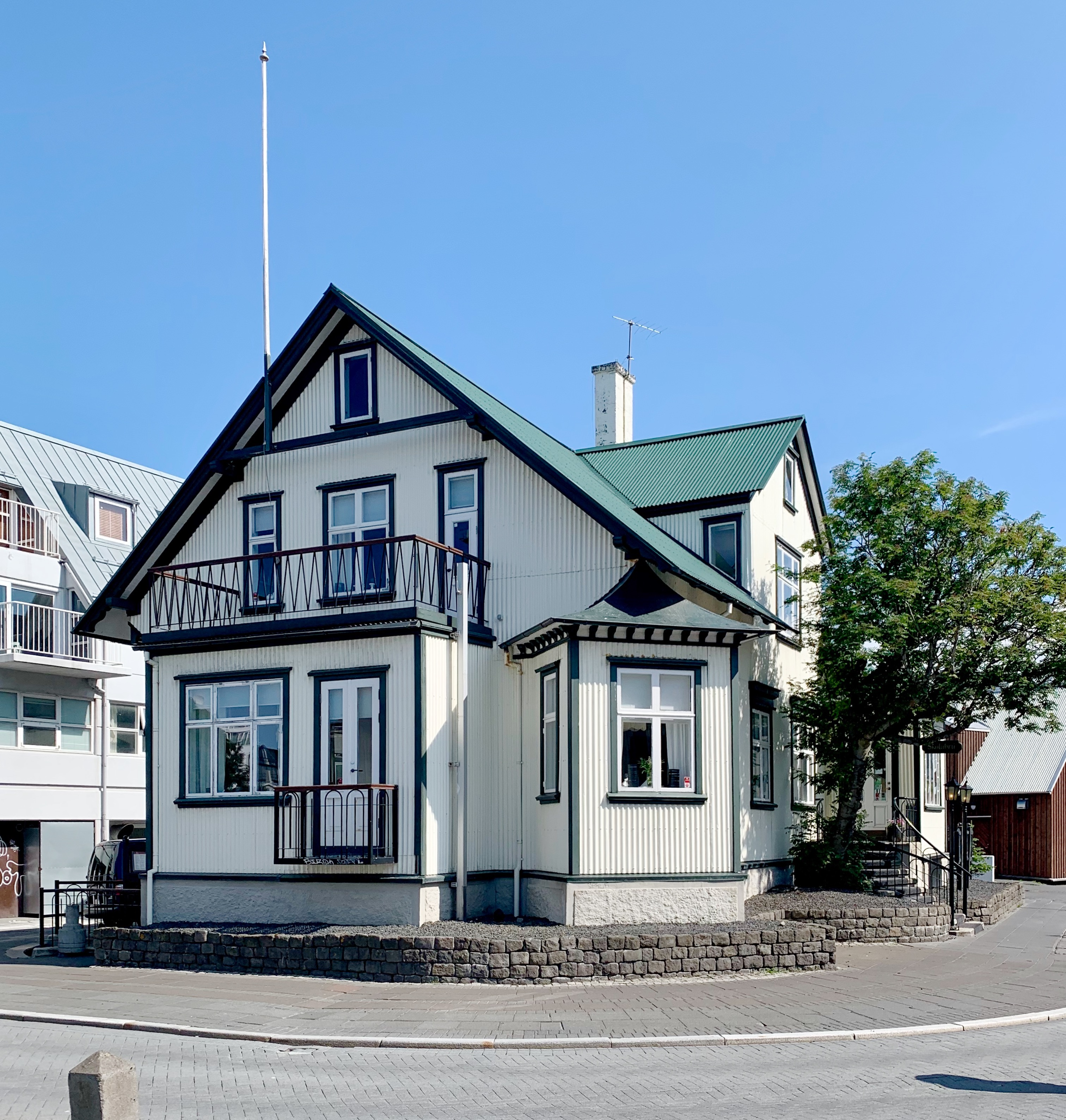
Una casa en Reikiavik que muestra un revestimiento de metal corrugado típico.

La urbanización comenzó a aparecer alrededor del siglo XVIII, cuando los comerciantes daneses establecieron puestos comerciales permanentes para ellos. La madera para la construcción de estos locales residenciales y comerciales fue en su mayoría prefabricada e importada. Estos edificios con entramado de madera tenían techos altos y muros bajos, y estaban asfaltados en el exterior, lo que los hacía de apariencia oscura.
Con el movimiento de independencia y la implementación del libre comercio islandés, se llevaron a la isla estilos arquitectónicos e influencias más diversos. Las influencias clásicas se pueden ver en los edificios de madera del siglo XIX, estos edificios a menudo eran de dos pisos y tenían muros más altos. Detalles como el diseño de la fenestración del edificio se inspiraron en las tradiciones clásicas. Hoy quedan algunos edificios de este estilo.
A medida que amanecía el siglo XX, la arquitectura de estilo chalet suizo fue traída indirectamente a Islandia bajo la influencia noruega. Se enviaron y erigieron casas prefabricadas en asentamientos en Austurland y Westfjords. Los edificios tendían a ser más altos y con grandes ventanales, a diferencia de los estilos que habían prevalecido en Islandia anteriormente. Las características notables de estos edificios eran los frisos sobre puertas y ventanas, y los aleros que sobresalían de las paredes. Aquí nació el distintivo uso islandés de hierro corrugado (importado de Inglaterra), en lugar del revestimiento externo. El estilo de chalet suizo fue la fuerza dominante en la arquitectura islandesa a principios del siglo XX.
El uso de madera fue prohibido en áreas urbanas después de grandes incendios en Reikiavik y Akureyri en esta época.
El hormigón se utilizó por primera vez a gran escala como material de construcción en este período y se volvió extremadamente popular como material de construcción fácil y económico. El material ha dado forma a la arquitectura islandesa de este período. Con la llegada del hormigón, llegó el primer arquitecto islandés cualificado, Rögnvaldur Ólafsson, que al principio había diseñado en estilo chalet suizo, pero pronto pasó a trabajar en hormigón. Sus primeros trabajos en hormigón se parecían mucho a los edificios de piedra de épocas anteriores.
Comenzaron a surgir edificios característicamente urbanos, como Austurstræti 16 (diseñado por Guðjón Samúelsson) que eran construcciones de hormigón. Guðjón se convirtió en el principal arquitecto islandés de la época. Haciendo referencia a los estilos arquitectónicos tradicionales islandeses, revivió el diseño de la casa con fachada a dos aguas en hormigón. Esta influencia se puede ver de forma estilizada en el edificio del Teatro Nacional de Islandia, por ejemplo. Guðjón Samúelsson también fue el diseñador de Hallgrímskirkja, una de las estructuras más altas de Islandia, que se inspiró en los acantilados.

## Arquitectura contemporánea
El estilo arquitectónico funcionalista llegó a Islandia en la década de 1930, traído por arquitectos más jóvenes que luego tendrían una gran influencia en la planificación urbana del país. Inusualmente, el funcionalismo no se encontró con tanta controversia como lo fue en otros países en ese momento. Los primeros edificios funcionalistas del país se parecían a los de otras partes de Europa, pero los diseños interiores convencionales eran su característica diferenciadora. Muchos barrios se construyeron utilizando la estética funcionalista como guía. Las construcciones eran distintivamente islandés con el uso de minerales y conchas marinas locales como chapisco. Distritos residenciales enteros se dividieron de esta manera. Después de la Segunda Guerra Mundial, comenzaron a aparecer casas más grandes con techos más altos, con una variedad de características decorativas que marcan un desviación de la estética funcionalista.
La siguiente ola de estilo arquitectónico que llegó fue el modernismo, que apareció después de la independencia del país de Dinamarca. Arquitectos influyentes crearon edificios modernistas con techos bajos y ventanas grandes y grandes extensiones de color liso (en contraste con el estilo elegante que era popular antes). La arquitectura modernista dominaba un interior modernista para arrancar, por lo que aquí comenzó una fuerte industria del mueble. Las nuevas técnicas de construcción llevaron a la construcción de rascacielos de hormigón en Reikiavik. Aquí comenzaron a aparecer nuevos movimientos, como el aumento de la popularidad de los interiores de planta abierta.
Además de la llegada de nuevos estilos e influencias, se fundó un sentimiento por la conservación de los edificios antiguos existentes, con un nuevo interés en la artesanía tradicional. Las críticas a la arquitectura islandesa moderna aparecieron en este momento, señalando diseños que desperdician energía y basándose en técnicas de construcción tradicionales como techos inclinados para encontrar soluciones.
En los últimos años, se han presentado muchos planes a mayor escala para ambos proyectos en Reikiavik y Kópavogur. Muchos de estos proyectos se propusieron durante el período de auge antes de la crisis financiera, incluidos los primeros rascacielos de Islandia, las torres Höfðatorg y Smáratorg. Muchos de los edificios más altos en el área de Reikiavik parecen fuera de lugar en comparación con sus vecinos, por ejemplo, las casas tradicionales de madera vecinas a la Torre 1 de Höfðatorg. Otros proyectos incluyen el Harpa, terminado en 2011, cuyos ambiciosos planes habían incluido originalmente un centro de comercio mundial. La financiación de la sala de conciertos se volvió insegura con la crisis económica, aunque el gobierno islandés prometió más tarde que el proyecto se completaría con financiación estatal.

## Edificios notables
- Hallgrímskirkja
- Perlan
- Torre Smáratorg